# Organizzazione Rivoluzionaria Interna Macedone
L'Organizzazione rivoluzionaria interna macedone (in bulgaro Вътрешна Македоно-одринска революционна организация?, Vătrešna Makedono-odrinska revoljucionna organizacija, in macedone Внатрешна Македонска Револуционерна Организација?, Vnatrešna Makedonska Revolucionerna Organizacija, nota con l'acronimo in lingua originale VMRO), fu un movimento rivoluzionario di liberazione nazionale nei territori dell'Impero ottomano in Europa, che operò tra la fine del XIX secolo e l'inizio del XX secolo. Inizialmente il suo scopo era di guadagnare l'autonomia della Macedonia e della regione di Adrianopoli, ma in seguito divenne un'organizzazione al servizio degli interessi bulgari nella politica balcanica. La VMRO si guadagnò dopo la prima guerra mondiale la reputazione di essere l'ultima rete terroristica che cercava di cambiare le frontiere statali nella regione macedone tra la Serbia (in seguito Jugoslavia) e la Grecia e di essere un'organizzazione di tipo mafioso all'interno della Bulgaria. L'organizzazione ha cambiato più volte il proprio nome. In Bulgaria un partito politico di destra porta nel nome il prefisso "VMRO", mentre nella Macedonia del Nord è stato istituito un partito di destra con il nome "VMRO-DPMNE".